# Залесье (Копачевский сельсовет)
Залесье (бел. Залессе) — деревня в Мстиславском районе Могилёвской области Белоруссии. Входит в состав Копачевского сельсовета.

## География
Деревня находится в северо-восточной части Могилёвской области, в пределах Оршанско-Могилёвской равнины, к югу от автодороги Р96, к востоку от железнодорожной линии Орша — Унеча Белорусской железной дороги, на расстоянии примерно 17 километров (по прямой) к западу от Мстиславля, административного центра района. Абсолютная высота — 207 метров над уровнем моря.

## История
Согласно «Списку населенных мест Могилёвской губернии» 1910 года издания населённый пункт входил в состав Залесского сельского общества Долговичской волости Чериковского уезда Могилёвской губернии. Имелось 22 двора и проживало 96 человек (50 мужчин и 46 женщин).

## Население
По данным переписи 2009 года, в деревне проживало 25 человек.